# Eislingen/Fils
Eislingen/Fils város Németországban, azon belül Baden-Württembergben. Lakosainak száma 21 894 fő (2023. december 31.).

## Népesség
A település népessége az elmúlt években az alábbi módon változott:
| Lakosok száma | 2341 | 8526 | 16 878 | 18 701 | 18 235 | 17 222 | 19 294 | 20 401 | 19 686 | 21 894 |
|               | 1837 | 1925 | 1964   | 1972   | 1980   | 1987   | 1995   | 2003   | 2011   | 2023   |

## Képgaléria

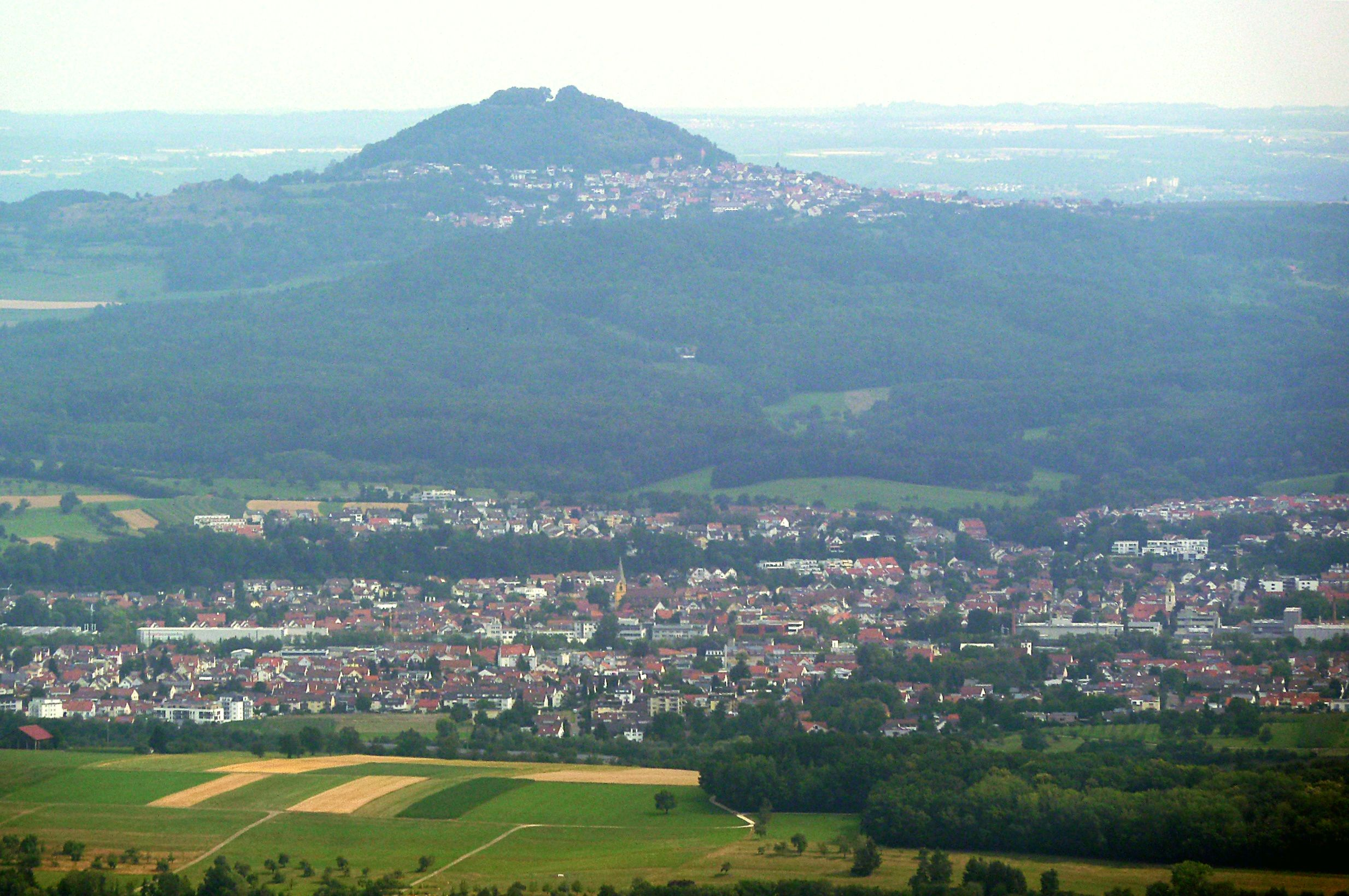
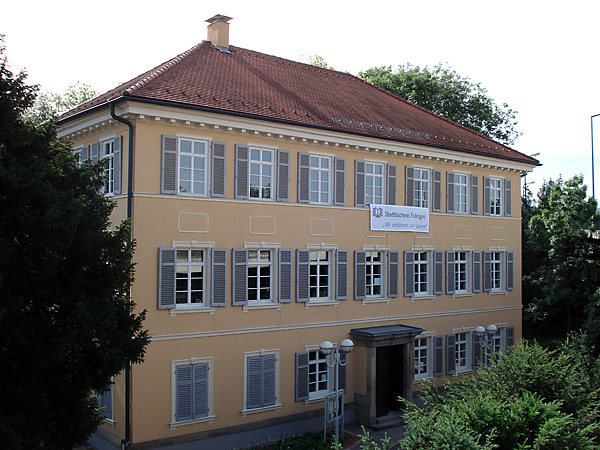
A városi könyvtár